# Ferdinand Jan Kranenburg
Ferdinand Jan Kranenburg (Tiel, 1 april 1911 – Den Haag, 15 november 1994) was een Nederlands politicus.

## Jeugd
Ferdinand was de zoon van staatsrechtgeleerde en Senaatsvoorzitter prof. mr R. Kranenburg uit Groningen en Hendrika Catharina Siemens uit Hoogezand. Ferdinand zat op het gymnasium, eerst in Amsterdam, later in Leiden. Daarna studeerde hij Nederlands recht aan de Rijksuniversiteit Leiden.

## Carrière
Kranenburg was een PvdA-politicus en bestuurder. Hij was in Rotterdam advocaat en gemeenteraadslid en werd in 1951 staatssecretaris voor defensiematerieel.

### Helmenaffaire
In 1958 trad Kranenburg af nadat ernstige kritiek was geuit op het materieelbeleid van de Dienst Materieel Landmacht vanwege de aanschaf van ondeugdelijke helmen, schoenen, gasmaskers en ander materieel. Zijn afwezigheid in de Tweede Kamer tijdens een debat hierover leverde hem ernstige verwijten op, met name in de Eerste Kamer. Naar aanleiding van deze affaire werd in 1958 het Parlementair onderzoek Militair Aankoopbeleid met als voorzitter het KVP-Tweede Kamerlid Th.D.J.M. Koersen ingesteld.

### Commissaris der Koningin
Kranenburg werd al kort na zijn aftreden justitie-woordvoerder van de PvdA-Tweede-Kamerfractie. Daarna was hij vanaf 1964 twaalf jaar de commissaris van de Koningin (CvK) in Noord-Holland, die als een onpartijdige, moderne 'regent' een goede naam had.

## Onderscheiden
- Ridder in de Orde van de Nederlandse Leeuw, 20 juni 1958
- Commandeur in de Orde van Oranje-Nassau, 29 april 1971
- Grootofficier in de Orde van Oranje-Nassau, 26 april 1976